# Die letzte Safari
Die letzte Safari (Originaltitel:  The Last Safari) ist ein britischer Abenteuerfilm aus dem Jahr 1967 von Henry Hathaway. Das Drehbuch stammt von John Gay. Es beruht auf dem Roman „Gilligan’s Last Elephant“ von Gerald Hanley. In den Hauptrollen sind Stewart Granger, Kaz Garas und Gabriella Licudi zu sehen. Zum ersten Mal ins Kino kam der Film im November 1967 in den USA. In der Bundesrepublik Deutschland hatte er seine Premiere am 14. Juni 1968. Die Außenaufnahmen entstanden in dem afrikanischen Staat Kenia.

## Handlung
Der Großwildjäger Miles Gilchrist stammt noch aus der „alten Schule“. Er stellt sich den Tieren allein entgegen, ohne Waffe und andere Hilfsmittel. In einsamen Märschen durch die Steppe riskiert er sein Leben. Ohne dieses Risiko würde für ihn die Jagd lediglich eine hirnlose Ballerei darstellen. Aus Protest gegen die immer stärker aufkommenden vollmotorisierten Safaris für Touristen will er die Jagd aufgeben – aber erst nach einer letzten Safari: Er hat da noch eine Rechnung zu begleichen mit einem Elefanten, der ihm einst seinen besten Freund getötet hat. So will es die Moral des Jägers.
Ein junger amerikanischer Selfmade-Millionär kommt just zu dieser Zeit des Abenteuers halber mit eigenem Düsenjet nach Afrika, bekommt dort Wind von Gilchrist und dessen Absichten, worauf er an dem geplanten Unternehmen teilhaben will. Der verschlossene Großwildjäger jedoch schiebt ihn ab, denn partout will er es alleine schaffen. Bald wird er sogar grob gegenüber dem Amerikaner. Ausführlich schildert der Film dann die Anschlussbemühungen des unkonventionellen Jungjägers an den knarzigen Alten. Schließlich siegt dann doch noch die Beharrlichkeit des Youngsters. 
Gilchrists letzter Elefant wird dann aber doch nicht von den beiden Jägern erlegt. Denn dies hat der psychologisch erfahrene Amerikaner richtig erkannt: Gilchrists letzte Safari sollte nur deshalb sein Einzelunternehmen sein, weil er auf diese Weise den Tod suchte, als Sühneopfer für den vor seinen Augen einst zertrampelten Freund, dem er nicht hatte helfen können. – Gilchrist und der Elefant bleiben somit am Leben, und der Amerikaner hatte trotzdem das von ihm gewünschte Abenteuer erlebt.

## Kritiken
Der Evangelische Film-Beobachter hält nicht viel von dem Streifen: „Die letzte Safari eines einzelgängerischen Großwildjägers besteht zur Hauptsache aus den Bemühungen eines amerikanischen Abenteurers, sich dieser Safari anzuschließen. Die hauptsächlich psychologisch motivierte Handlungsweise des Jägers erfährt keine glaubwürdige Interpretation. Einige schöne Tieraufnahmen entschädigen nicht für die sehr magere Kost.“ Das Lexikon des internationalen Films hingegen lobt zwar die schönen Tier- und Landschaftsbilder, tadelt aber andererseits, dass das gezeigte Afrikaverständnis noch aus der Kolonialzeit stamme.